# آراء النازية تجاه الكاثوليكية

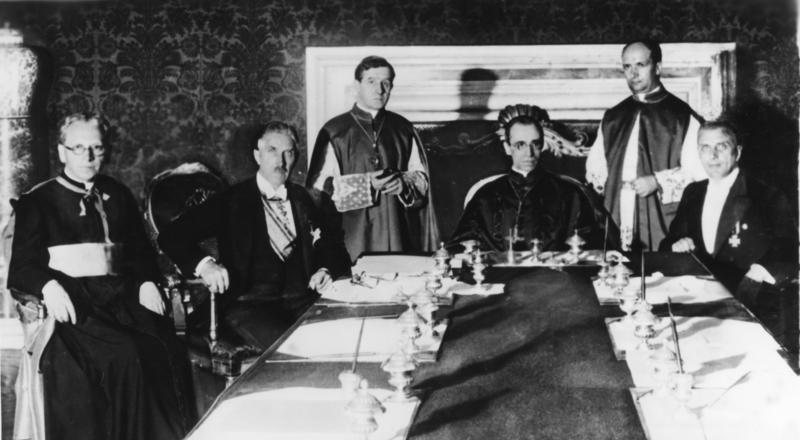
التوقيع على اتفاق كونكوردات الرايخ بين الرايخ الألماني والكرسي الرسولي في روما

لم تقبل أيديولوجيا النازية مؤسسة مستقلة لا تستمد شرعيتها من الحكومة. أرادت النازية تبعية الكنيسة للدولة. اتهم العديد من النازيين الكاثوليك بأنهم لا يحبون الوطن بصورة كافية، أو بعدم الولاء للوطن، وبأنهم يخدمون مصالح «القوى الأجنبية الشريرة». ازدرى النازيون الراديكاليون كذلك الأصل السامي ليسوع والدين المسيحي. رأى الراديكاليون العدائيون المناهضون للكنيسة، مثل ألفريد روزنبيرغ ومارتين بورمان وهاينريش هيملر، أنه يجب أن تحظى حملة كرشنكامبف ضد الكنائس بالاهتمام على سبيل الأولوية، وكانت المشاعر المعادية للكنيسة ولرجال الدين قوية بين نشطاء الحزب من القاعدة الشعبية، وذلك رغم أن العضوية الأوسع للحزب النازي بعد عام 1933 أصبحت تضم العديد من الكاثوليك.
سمح نظام هتلر باضطهاد الكنيسة في الإمبراطورية النازية، رغم تنوع العلاقة السياسية بين الكنيسة والدولة في أوساط الحلفاء النازيين. كان موقف أدولف هتلر الشخصي من الكاثوليكية والمسيحية عدائيًا، رغم أنه من الممكن وصف علاقته الرسمية بالدين في ألمانيا النازية بالانتهازية. سجل مارتين بورمان، «النائب» الذي اختاره هتلر، وهو شخص ملحد، في سلسلة مونولوجات أحاديث طاولة هتلر، أن النازية ذات نظرة علمانية وعلمية ومعادية للدين.
كتب آلان بولوك، كاتب السير الذاتية، أنه على الرغم من أن هتلر قد نشأ ككاثوليكي، واحتفظ ببعض الاحترام لسلطة الكاثوليكية التنظيمية، إلا أنه كان يحمل ازدراء تام لتعاليمها المركزية، قائلًا إنه إذا ما بلغت نهايتها المأمولة، فإن ذلك يعني «بداية الحرث النظامي للفشل البشري». كتب بولوك أن هتلر استخدم في كثير من الأحيان خطاب «العناية الإلهية» للدفاع عن أسطورته، ولكنه على كل حال كان يتبنى «نظرة مادية، تستند إلى يقين عقلانيي القرن التاسع عشر بأن تقدم العلم من شأنه أن يمحق الأساطير مبرهنًا على عبثية العقيدة المسيحية». كان هتلر على المدى الطويل، رغم استعداده في بعض الأحيان لكبح ميوله المعادية لرجال الدين بعيدًا عن الاعتبارات السياسية، وقبوله اتفاق الرايخ الموقع بين ألمانيا والكرسي الرسولي (الرايشكونكوردات)، يأمل في ألمانيا غير مسيحية.
وعد برنامج الحزب النازي لعام 1920 بدعم حرية الأديان مع التنويه: «بقدر ما لا تهدد وجود الدولة أو تتعارض مع المشاعر الأخلاقية للعرق الجرماني»، وأعرب عن دعمه لما يُسمى «المسيحية الإيجابية»، وهي حركة تسعى إلى فصل المسيحية عن جذورها اليهودية، وعقيدة الرسل. كتب وليام شيرر: «قصد النظام النازي، تحت قيادة روزنبيرغ وبورمان وهيملر، وبدعم من هتلر، تدمير المسيحية في ألمانيا، إن أمكن، واستبدالها بالوثنية القديمة لآلهة القبائل الجرمانية الأولى وبالوثنية الجديدة للمتطرفين النازيين».

## خلفية
الكاثوليكية الرومانية لها جذور قديمة بين الشعوب الجرمانية، ولكن الإصلاح الأوروبي قسم المسيحيين الألمان بين البروتستانتية والكاثوليكية. نشأت الحركة النازية خلال فترة جمهورية فايمار في أعقاب كارثة الحرب العالمية الأولى (1914-1918) وما تلاها من عدم استقرار سياسي وأزمة الكساد الكبير. كانت الكنيسة الكاثوليكية وحزب الوسط الكاثوليكي، في ثلاثينيات القرن العشرين، من القوى الاجتماعية والسياسية الرئيسية في ألمانيا ذات الغالبية البروتستانتية. حافظ حزب الوسط، المتحالف مع الحزب الاشتراكي الديمقراطي والحزب الديمقراطي الألماني اليساري، خلال فترة جمهورية فايمار (1919-1933/1934)، على الوسطية ضد صعود الأحزاب المتطرفة من اليسار واليمين. كان حزب الوسط، من الناحية التاريخية، يملك القوة لتحدي بسمارك، وكان بمثابة الحصن لجمهورية فايمار، ومع ذلك، ووفقًا لبولوك، أصبح الحزب منذ صيف عام 1932 «معروفًا بأنه حزب يشغله، في المقام الأول، الوفاق مع أي حكومة في السلطة، من أجل ضمان حماية مصالحه الخاصة». ظل الحزب معتدلًا نوعًا ما خلال تطرف السياسة الألمانية الذي حدث مع بداية الكساد الكبير، ولكن نواب الحزب صوتوا في نهاية المطاف لصالح قانون التمكين الصادر في مارس 1933، والذي حصل هتلر بموجبه على صلاحيات كاملة.

### الحركة النازية المبكرة
استاءت بافاريا الكاثوليكية من حكم برلين البروتستانتية، ورأى هتلر في البداية الثورة في بافاريا كوسيلة للوصول إلى السلطة، ولكن المحاولة المبكرة أثبتت عدم جدواها، وسُجن بعد انقلاب ميونيخ عام 1923. استغل الوقت لتأليف كتاب كفاحي، حيث زعم أن الأخلاق اليهودية المسيحية المستأنثة تضعف أوروبا، وأن ألمانيا بحاجة إلى رجل حديدي لاستعادة نفسها وبناء إمبراطورية. اتخذ قرارًا بشأن السعي نحو السلطة عبر الوسائل «القانونية».
جمع هتلر عناصر السيرة الذاتية مع عرض أيديولوجيته السياسية العنصرية في كتابه كفاحي، الذي نُشر بين عامي 1925 و1927. كتب لورنس ريس بأنه لا يوجد تركيز على المسيحية في كتاب كفاحي، ووصف مضمون العمل بأنه «عدمية قاتمة» تكشف عن عالم بارد لا بنية أخلاقية له سوى الصراع بين مختلف الناس من أجل السيادة. كتب بول بيربن أن هتلر قد أعلن حياده، في كتابه كفاحي، في ما يتعلق بالطوائف المسيحية، ولكنه دافع عن فصل واضح بين الكنيسة والدولة، وعن ألا تهتم الكنيسة بحياة الناس الدنيوية، التي يجب أن تكون من اختصاص الدولة. وفقًا لوليام شيرر، «ندد هتلر، في كتاب كفاحي، بالكاثوليكية السياسية، وهاجم الكنائس المسيحية، لفشلهما في الاعتراف بالمشكلة العرقية…»، في حين حذر أيضًا من أنه لا يمكن لأي حزب سياسي أن ينجح في «القيام بإصلاح ديني». وعد برنامج الحزب النازي لعام 1920 بدعم حرية الأديان مع التنويه: «بقدر ما لا تهدد وجود الدولة أو تتعارض مع المشاعر الأخلاقية للعرق الجرماني». طرح كذلك تعريفًا «للمسيحية الإيجابية» التي يمكن أن تحارب «الروح المادية اليهودية». تراوح موقف أعضاء الحزب النازي من الكنيسة الكاثوليكية بين التسامح والتخلي التام تقريبًا.